# MRVZN Moringen

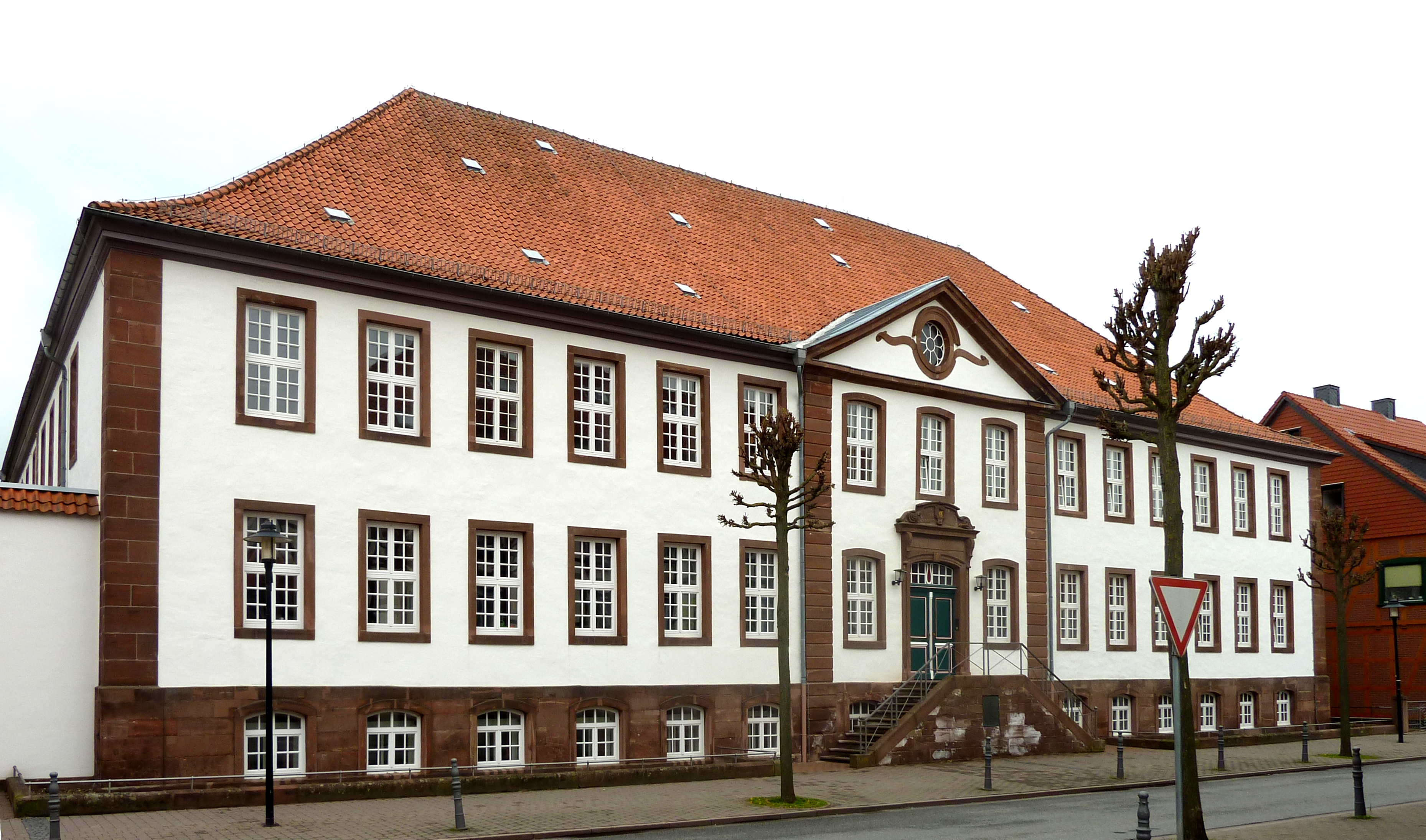
Gebäude des MRVZN Moringen

Das MRVZN Moringen ist eine forensische Klinik in Moringen im Landkreis Northeim. Es ist Teil des Maßregelvollzugszentrums Niedersachsen.

## Geschichte
Das Haus wurde von 1738 bis 1745 als Waisenhaus für Adlige erbaut, ab 1818 war es Korrektionsanstalt, ab 1838 ein Polizeigefängnis, ab 1871 ein Werkhaus.
In der Zeit des Nationalsozialismus war es die KZ-Außenstelle Moringen. Von April 1933 bis Juli 1933 diente es als Lager für Männer, von Juni 1933 bis März 1938 für Frauen, von Juni 1940 bis zum Ende des Nationalsozialismus für Jugendliche.
Nach dem Zweiten Weltkrieg wurden zunächst polnische Flüchtlinge untergebracht. 1948 erfolgte die Übernahme durch das Land Niedersachsen unter dem Namen „Landwerkhaus“, hierbei wurden bereits auch psychisch kranke Straftäter untergebracht.
1954 wurde der Fokus von pädagogischen auf nervenärztliche Aufgaben verschoben. Ab 1966 hieß das Haus Niedersächsisches Landeskrankenhaus Moringen.
Eine Verwaltungsreform von 2012 führte zum Zusammenschluss der Landeskrankenhäuser Moringen und Brauel und der Fachabteilung Bad Rehburg seit 2011 zum Landesbetrieb „Maßregelvollzugszentrum Niedersachsen MRVZN“.